# Damietta
Damietta (arab neve دمياط, tudományos átiratban Dimyāṭ, magyarosan Dimját) kikötőváros Egyiptomban, a Nílus deltájában Kairótól 160 km-re északra. Az ókorban Tamiat néven jelentős város volt, de Alexandria kiépülésével csökkent jelentősége.
638-ban került arab fennhatóság alá. A keresztes háborúk alatt került ismét a figyelem középpontjába, amikor a keresztesek két ízben is elfoglalták a tenger felől, igaz csak rövid időre. 1169-ben a Jeruzsálemi Királyság a Bizánci Birodalom flottájának támogatásával megostromolta a várost, de nem sikerült azt elfoglalniuk. A támadók és védők vélhetően megegyeztek és a keresztény had elvonult.
Sebezhetősége késztette I. Bajbarsz mameluk szultánt arra, hogy leromboltassa és négy mérfölddel beljebb a folyótól újraépíttesse.
Az oszmán fennhatóság idején száműzött kolóniaként is szolgált.
Lakosainak száma 337 303 fő, agglomerációjának népessége 1,1 millió fő volt 2012-ben.